# Henite
Henite – druga żona Intefa III (pierwszą była Jah) z XI dynastii. Z Intefem III nie miała żadnych dzieci.